# دوزخ (فیلم ۲۰۱۰)
EL INFIERNO (دوزخ) (انگلیسی: Hell) فیلمی مکزیکی در ژانر جنایی ، درام است که در سال ۲۰۱۰ منتشر شد.

## داستان فیلم
فیلم درباره مردی است به نام بنیامین که برای  ساختن آینده خود، از مادر و برادر نوجوان خود "ال دیبالو" خدافظی کرده، به آمریکا سفر می کند و  بعد از 20 سال بدون هیچ دستاوردی از آمریکا اخراج می شود. بنی دربازگشت متوجه میشود برادرش بعد از ورود به کارتل مواد مخدر، کشته شده است؛ او به دنبال قاتل برادرش میرود و به همسر برادرش که در یک کاباره ، کارگر جنسی است، میرسد. بنی به او قول میدهد کار مناسبی پیدا کند تا او مجبور به کار در "بار" نباشد و مواظب همسر و پسر نوجوان برادرش باشد. ولی از آنجایی که کار مناسبی پیدا نمیکند، بعد از برخورد با دوست قدیمی اش که حالا در کارتل مواد مخدر برای خود کسی است به رییس معرفی میشود و بعد از چندی به ثروت میرسد. بنی در طول فیلم و بعد از کشته شدن زن برادرش و صحبت با برادرزاده خود متوجه میشود که رییس خودش، عامل قتل برادرش است و از او و کل خانواده اش انتقام میگیرد. اما خود نیز بعد از مدتی کشته می شود و حالا پسر برادرش راه او را ادامه میدهد.